# Фаддей Петрозаводский
Фадде́й Петрозаво́дский (? — 1726) — русский православный святой, блаженный.
Согласно житию жил в начале XVIII века, происходил из олонецких крестьян (по другим сведениям — пришёл на Олонецкие заводы с низовьев Волги), в 1706 году поселился на окраине слободы Олонецких Петровских заводов, приняв на себя «подвиг юродства».
По легенде был знаком с императором Петром Великим, при последней встрече предсказал императору скорую смерть. Как сказано в жизнеописании блаженного, его слова «тяжело отозвались в сердце Петра, и он в волнении велел присмотреть прилично за Фаддеем». Дала о себе знать критичная настроенность Петра по отношению к предсказаниям, и он мог быть просто обижен или озадачен, испуган. Его повеление было исполнено на месте с долгожданной ревностью и усердием, и неудобного старца, посадили в острог. Это было в 1724 году, а в следующем году император скончался из-за болезни, которую получил, спасая солдат из севшего на мель бота в Финском заливе.
Как говорит жизнеописание, незадолго до кончины Петр вспомнил предсказание Фаддея, узнал, жив ли тот ещё, и узнав, что блаженный находится в тюрьме, послал на Петровские заводы гонца с приказом освободить заключенного и выдавать ему пенсию до смерти.
По мнению Петра I, Фаддей плодотворно влиял на рабочих Петровского завода, искореняя среди них пьянство.
Также, Фаддей защищал бедных от произвола чиновников, нянчился с бедными ребятишками (про это говорится в стихе Фёдора Николаевича Глинка), и предсказывал будущее развитие слободы.
Умер в 1726 году.
Большинство исследователей в настоящее время считает Фаддея Блаженного реально существующим историческим лицом.
Могила Фаддея находилась у западного входа в Святодуховский собор. В 1878 году над ней была устроена каменная гробница. В 1893 году была закончена отделка и освещена каменная часовня над гробницей. Крыша восьмигранной часовни имела куполообразную форму с небольшой главкой с крестом. В центре часовни находилась гробница из тёмно-зелёного матюковского диабаза. В восточной части часовни располагался иконостас из красного мрамора, в котором находились иконы Христа Спасителя, Богоматери и блаженного Фаддея. В настоящее время сохранилась мемориальная плита.
13 сентября 2011 г. на заседании комиссии по культурно-историческому наследию Петрозаводска было одобрено предложение об установке знака в память Фаддея Блаженного на зелёном островке возле Музыкального театра.
Считается покровителем Петрозаводска, а также всех учащихся.
Канонизирован 26 октября 2000 года. Канонизация Фаддея Блаженного как местночтимого святого совершена по благословению Патриарха Московского и всея Руси Алексия II в кафедральном Александро-Невском соборе Петрозаводска архиепископом Петрозаводским и Карельским Мануилом.
День памяти святого — 3 сентября.
Храм посёлка Верхнеолонецкий Олонецкого района Карелии освящен во имя святого блаженного Фаддея Петрозаводского.
Фаддею Блаженному посвящено одно из стихотворений поэта Фёдора Глинки.

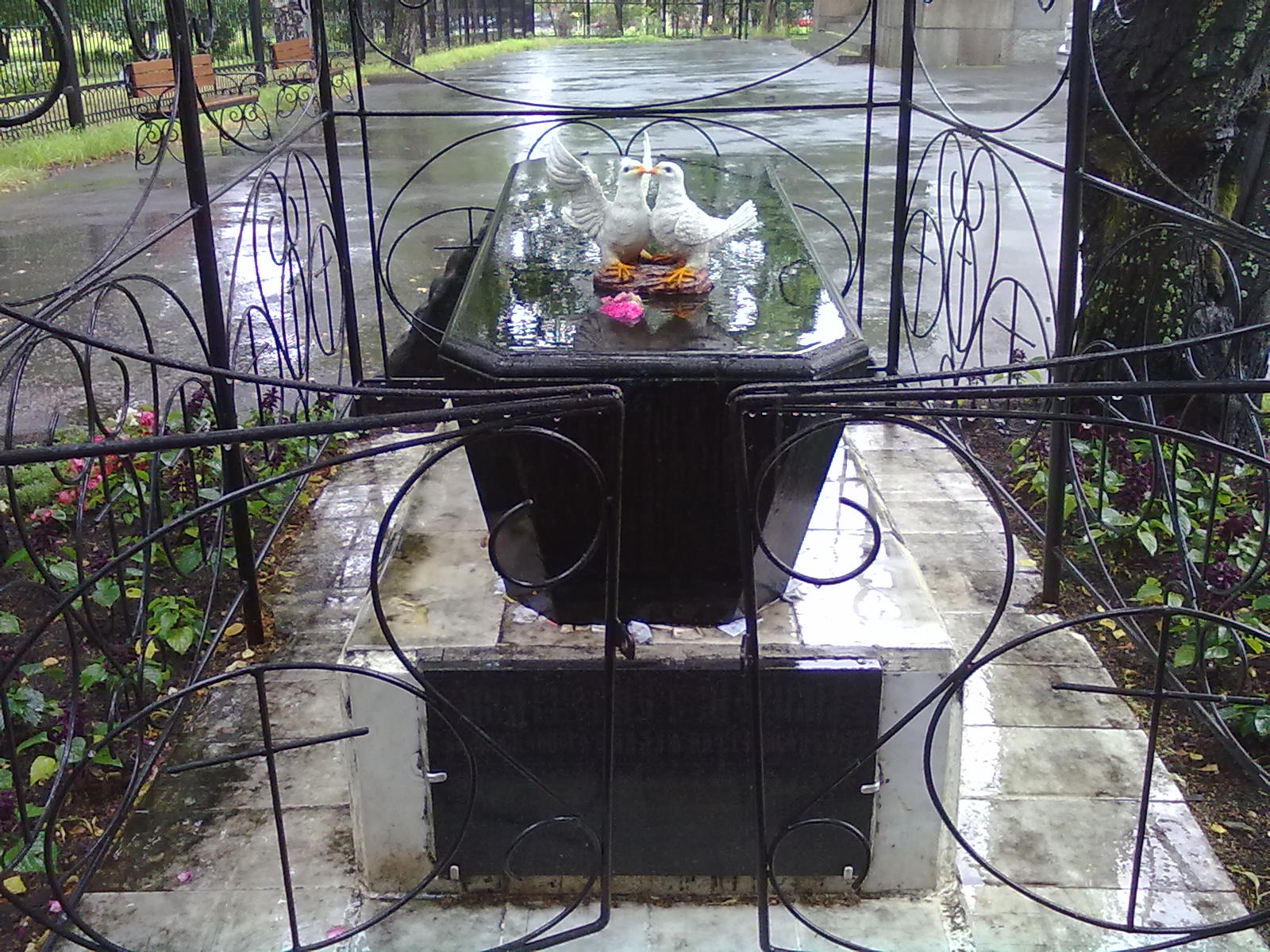
Мемориальная плита, находящаяся в ограде собора Александра Невского
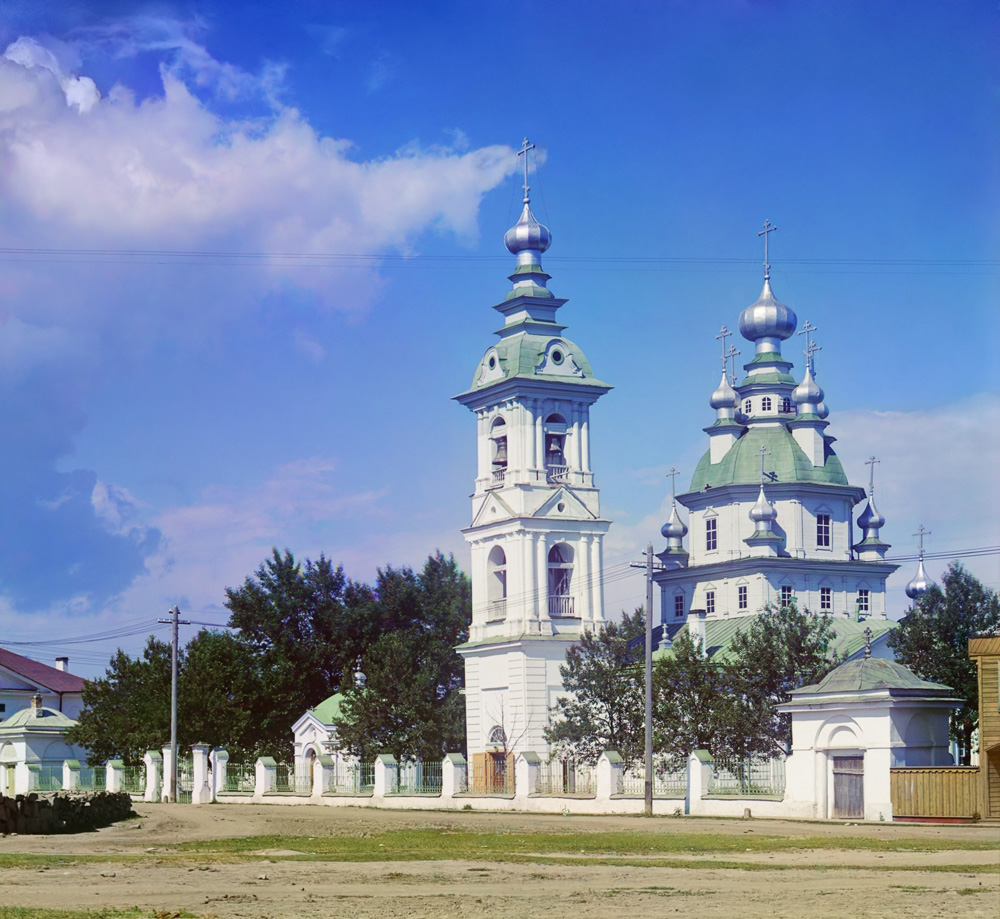
Воскресенский собор в 1915 году, у западного входа (в центре фотографии) — часовня над гробницей Фаддея Петрозаводского

#### Комментарии
1. ↑  После 1875 года переименован во имя Воскресения Господня.